# WTA-toernooi van Ogden
Het WTA-toernooi van Ogden was een tennistoernooi voor vrouwen dat tussen 1978 en 1982 driemaal plaatsvond in de Amerikaanse plaats Ogden. De officiële naam van het toernooi was Avon Futures of Ogden (Utah).
De WTA organiseerde het toernooi, dat werd gespeeld op overdekte hardcourtbanen.
Er werd door 32 deelneemsters per jaar gestreden om de titel in het enkelspel, en door 16 paren om de dubbelspeltitel. Aan het kwalificatietoernooi voor het enkelspel namen 32 speelsters deel, met vier plaatsen in het hoofdtoernooi te vergeven.

## Enkel- en dubbelspeltitel in één jaar
| speelster    | in het jaar |
| ------------ | ----------- |
| Sherry Acker | 1980        |

## Finales

### Enkelspel
| Datum      | Naam                 | Cat.          | ($)           | Ondergrond        | Winnares         | Verliezend finaliste | Uitslag       | ref           |
| ---------- | -------------------- | ------------- | ------------- | ----------------- | ---------------- | -------------------- | ------------- | ------------- |
| 1978-01-30 | Avon Futures of Utah | Futures       | 20.000        | hardcourt, binnen | Caroline Stoll   | Carrie Meyer         | 6-3, 6-4      | [ 2 ]         |
| 1979       | geen toernooi        | geen toernooi | geen toernooi | geen toernooi     | geen toernooi    | geen toernooi        | geen toernooi | geen toernooi |
| 1980-01-21 | Futures of Ogden     | Futures       | 25.000        | hardcourt, binnen | Sherry Acker     | Trey Lewis           | 7-6, 6-0      | [ 3 ]         |
| 1981       | geen toernooi        | geen toernooi | geen toernooi | geen toernooi     | geen toernooi    | geen toernooi        | geen toernooi | geen toernooi |
| 1982-02-01 | Avon Futures of Utah | Futures       | 40.000        | hardcourt, binnen | Patricia Medrado | Iva Budařová         | 6-2, 7-6      | [ 4 ]         |

### Dubbelspel
| Datum      | Naam                 | Cat.          | ($)           | Ondergrond        | Winnaressen                     | Verliezend finalistes            | Uitslag       |               |
| ---------- | -------------------- | ------------- | ------------- | ----------------- | ------------------------------- | -------------------------------- | ------------- | ------------- |
| 1978-01-30 | Avon Futures of Utah | Futures       | 20.000        | hardcourt, binnen | Ann Kiyomura Valerie Ziegenfuss | Kathy Kuykendall Kym Ruddell     | 7-5, 6-4      | [ 2 ]         |
| 1979       | geen toernooi        | geen toernooi | geen toernooi | geen toernooi     | geen toernooi                   | geen toernooi                    | geen toernooi | geen toernooi |
| 1980-01-21 | Futures of Ogden     | Futures       | 25.000        | hardcourt, binnen | Sherry Acker Mary Carillo       | Yvona Brzáková Rosalyn Fairbank  | 6-1, 6-2      | [ 3 ]         |
| 1981       | geen toernooi        | geen toernooi | geen toernooi | geen toernooi     | geen toernooi                   | geen toernooi                    | geen toernooi | geen toernooi |
| 1982-02-01 | Avon Futures of Utah | Futures       | 40.000        | hardcourt, binnen | Iva Budařová Catherine Tanvier  | Yvona Brzáková Marcela Skuherská | 6-3, 6-2      | [ 4 ]         |